# Aleksiej Adaszew
Aleksiej Fiodorowicz Adaszew (zm. 1561 w Tartu) – rosyjski szlachcic, doradca Iwana IV Groźnego.

## Życiorys
Stał na czele urzędów centralnych, kierował pracami rządu.
W 1552 wziął udział w szturmie Kazania. W 1553 stanął na czele wyprawy przeciwko Tatarom nadwołżańskim. Dwukrotnie (1556–1558 i 1560) brał udział w wojnach inflanckich. Dowódca wyprawy na Krym i Morze Czarne w 1559.
Wskutek niełaski Iwana Groźnego trafił do więzienia, gdzie zmarł.